# 백도 (여수시)
백도(白島)는 전라남도 여수시 삼산면 상백도와 하백도 등 여러 섬으로 이루어진 무인군도(無人群島)이다.
거문도에서 동쪽 25 km 지점에 있으며, 바람과 파도가 빚어낸 바위와 벼랑의 갖가지 기묘한 형상이 탄성을 자아내어 '남해의 소금강'으로 불린다. 1979년 12월 11일 대한민국의 명승 제7호로 지정되었다.

## 개요
백도는 거문도에서 약 28 km 떨어진 곳에 있는 사람이 살지 않는 39개의 섬들로 이루어졌다. 북쪽에 있는 섬들을 상백도, 남쪽에 있는 섬들을 하백도라 한다. 대부분 섬 전체가 암석이 드러난 바위섬들로 푸른 바다와 어우러져 독특한 경치를 이루고 있다.
거문도 어장의 중심지역으로 조기·갈치·돔·민어 등이 유명하며, 태고의 신비를 간직한 기암절벽과 멋진 나무들이 많다. 또한 휘파람새·장박새·동박새·흑비둘기류를 비롯하여 30여 종의 조류와 풍란·장수란·당채송화 등 귀중한 아열대 식물들이 있다. 상백도에는 병풍바위·형제바위·매바위·오리섬·노적섬·탕근대가 있고, 하백도에는 서방바위·각시바위·궁성바위가 있다.
남해의 해금강이라 불릴 만큼 아름다운 백도 일원은 다도해 해상국립공원의 일부를 이루고 있다.
명승 및 문화재보호를 위해 공개제한지역으로 지정되어 있어 관리 및 학술 목적 등으로 출입하고자 할 때에는 문화재청장의 허가를 받아 출입할 수 있다.

### 하백도
하백도는 전남 여수 거문도에서 동쪽으로 약 28km 지점에 있으며, 멀리서 봤을 때 섬 전체가 온통 흰색으로 보인다고 하여 백도(白島)라 이름 지어졌다.
하백도는 '무인도서의 보전 및 관리에 관한 법률'에 따라 절대보전 무인도서에 해당돼 섬에 직접 출입할 수는 없다.

## 수난
일제강점기 때 일제가 일본에 더 가까운 것을 기준으로 남쪽을 상백도로, 북쪽을 하백도로 이름을 뒤집어 놓았는데, 1990년대 들어서 시정되었다.
또한 일제 강점기 당시 일제가 혈침을 박아놓은 것으로 알려져 있다.

## 사건 사고
2016년 5월 19일 중요문화재로 지정돼 일반인의 출입이 제한된 백도 섬에 몰래 들어가 불법으로 바다낚시를 하던 사람들과 낚싯배 선장이 적발됐다.

## 같이 보기
- 거문도

## 참고 자료
- 여수 상백도·하백도 일원 - 국가유산청 국가유산포털